# Armando.info
Armando.info es un sitio web venezolano de periodismo de investigación fundado en 2014. Armando.info es un socio de plazo largo del Consorcio Internacional de Periodistas de Investigación y ha trabajado en varios proyectos de investigación, incluyendo en los dos más recientes, Panama Papers y Paradise Papers. fue el primero en denunciar en diciembre de 2019 la Operación Alacrán, y el caso PDVSA-Cripto denunciado en noviembre de 2022.

## Reconocimiento y premios
Armando.info apareció por primera vez en 2010 como un proyecto emergente de periodismo de investigación. Sin embargo, su lanzamiento formal fue en julio de 2014. Desde entonces, publica semanalmente reportajes de investigación con información precisa, documentada y bien redactada. En octubre de 2017, la comunidad de Armando.info ya había producido y difundido más de 300 reportajes. Hoy en día, la plataforma es considerada por los medios como un referente en Venezuela para el periodismo de investigación en temas como el lavado de dinero, los derechos humanos y los problemas ambientales.
El equipo periodístico de Armando.info, liderado por su cofundador Joseph Poliszuk, ha recibido múltiples premios por su labor. Entre estos, se destaca una mención especial en el Premio Maria Moors Cabot "por el extraordinario impacto en la región" y el Knight International Journalism Award en 2018 y 2019, que reconoce a periodistas cuyo trabajo resiliente ha generado un impacto positivo en sociedades bajo situaciones complejas.

El cofundador Joseph Poliszuk es miembro del Consorcio Internacional de Periodistas de Investigación (ICIJ), con el cual coordinó el equipo venezolano de los Panama Papers. En 2019, realizó la beca JSK en la Universidad de Stanford y, en 2020, se unió a la Red de Investigación sobre la Selva Tropical del Pulitzer Cente.

## Censura
El 11 de septiembre de 2018, la Comisión Nacional de Telecomunicaciones de Venezuela (CONATEL) prohibió a los periodistas publicar información sobre el empresario colombiano Alex Saab en Armando.Info, cuyas investigaciones periodísticas señalan a Saab de estar involucrado en corrupción de su negocio y de la red de distribución de alimentos CLAP. La prohibición fue denunciada por el Sindicato de Trabajadores de la Prensa, quien anteriormente también denunció que el sitio web de Armando.Info fue blanco de ataques cibernéticos masivos. El periodista Roberto Deniz condenó la decisión y recordó que el equipo ya había sido amenazado previamente en Twitter y tenía prohibida la salida del país.
A pesar de enfrentar amenazas y de que algunos de sus miembros se han visto obligados a exiliarse, Armando.info sigue siendo una voz independiente vital, asegurando que las historias de corrupción y abuso de poder en Venezuela y América Latina lleguen al público.
A pesar de la censura, los artículos de investigación de Armando.info han descubierto los perfiles de varias personalidades implicadas en la violación de sanciones dirigidas contra Venezuela. 

## Investigaciones
Es el caso de Antonio González Morales, conocido por sus estrechos vínculos con el gobierno venezolano de Nicolás Maduro y su participación en diversos proyectos de infraestructura y distribución de alimentos subvencionados.Antonio González Morales ha sido relacionado con una red venezolana de intercambio de petróleo por alimentos (Oil-for-Food), que presuntamente busca evadir sanciones internacionales. 
La red se basa en un sistema donde PDVSA, la petrolera estatal venezolana, intercambia petróleo por alimentos para el programa CLAP (Comités Locales de Abastecimiento y Producción), el cual distribuye productos de primera necesidad en Venezuela. 
Antonio González Morales y sus socios son mencionados en la prensa como líderes de esta red. Son conocidos por haberse involucrado en exportaciones e importaciones desde Venezuela para el gobierno de Nicolás Maduro.
Además, Antonio González Morales es conocido por su participación en una red inmobiliaria cuyos protagonistas, entre ellos Armando Capriles, son señalados por sus prácticas ilegales.Investigaciones demuestran que los primos de Antonio son socios de Leonard Boordy Armando Capriles, un exdiputado Venezolano  y hoy empresario controversario. 
El testaferro de Capriles es el multiempresario Leonard Boord, mientras que los testaferros de Antonio González Morales son sus primos maternos: los hermanos Gilberto, Sylvia e Ingrid Morales, siendo Ingrid Morales la más activa de los testaferros. 
Leonard Boord es CEO de Sunny Group Real Estate en Florida, donde ha establecido numerosas empresas. Desde 2013, al menos uno de los hermanos Morales ha gestionado ocho de sus empresas en algún momento.
Gilberto Morales y Armando Capriles están acusados de haber participado en transacciones financieras ilícitas - 60 mil millones de dólares - con el Fondo Nacional de Desarrollo y el Banco Central de Venezuela.  El dúo obtenía comisiones de hasta el 5%, calificadas como generosas.